# Örnek, Altındağ
Örnek là một xã thuộc huyện Altındağ, tỉnh Ankara, Thổ Nhĩ Kỳ.